# Blindpassasjer
Blindpassasjer (Blind passager) er en norsk tv-serie i tre afsnit fra 1978 skrevet af Jon Bing og Tor Åge Bringsværd og instrueret af Stein Roger Bull for NRK. 
Serien er den første norske science fiction-serie og har været vist i dansk tv.

## Plot
Serien handler om et rumskib, hvor besætningen ligger i dvale. Et væsen fra det ydre rum bryder ind i rumskibet hvor det dræber et af besætningsmedlemmerne og tager personens plads i form af en kopi. Men hvilket af de 5 besætningsmedlemmer er det?